# Túnel de Limfjord
El Túnel de Limfjord (en danés: Limfjordstunnelen) es un túnel vehicular que conecta la carretera en el este de Aalborg con la carretera al este de Nørresundby en Dinamarca. Abierto el 6 de mayo de 1969, fue el primer túnel vehicular del país.

## Descripción
El túnel mide 582 metros (1.909 pies) de largo y 27,4 metros (90 pies) de ancho. Limfjordstunnelen comprende una autopista de 6 carriles, que es parte de la E45. Consta de un segmento de la autopista del Norte de Jutlandia, que pasa por debajo del parte superficial del Limfjord. Es uno de los tres vínculos permanentes entre Vendsyssel y Himmerlandsbanken, los otros dos son Limfjordsbroen en el centro de Alborg y Jernbanebroen sobre el Limfjorden, un puente de ferrocarril, un poco al oeste del centro de la ciudad.